# Acanthocercus guentherpetersi
Espèce
Acanthocercus guentherpetersi est une espèce de sauriens de la famille des Agamidae.

## Répartition
Cette espèce est endémique d'Éthiopie. Elle se rencontre dans les environs de Harar et Djidjiga entre 1 400 et 1 500 m d'altitude.

## Description
Les mâles mesurent de 77 à 102 mm de longueur standard et les femelles de 72 à 81 mm.

## Étymologie
Cette espèce est nommée en l'honneur de Günther Peters.

## Publication originale
- Largen & Spawls, 2006 : Lizards of Ethiopia (Reptilia Sauria): an annotated checklist, bibliography, gazetteer and identification. Tropical Zoology, vol. 19, no 1, p. 21-109 (texte intégral).